# KFNB Tiberius–Pilades sorozat
A KFNB Tiberius – Pilades sorozat 24 db tehervonati szerkocsis gőzmozdony volt az osztrák Kaiser Ferdinands-Nordbahnnál (KFNB)(Ferdinánd Császár Északi Vasút).

## Története
A gőzmozdonyokat 1856 és 1857 között a StEG bécsi mozdonygyára építette 1B elrendezéssel a KFNB-nek. A mozdonyok külső hengerelrendezésűek voltak.
1869-ben a mozdonyokat átépítették, új kazánt kaptak. A megváltozott műszaki adatok a fenti táblázatban láthatóak.
A KFNB a sorozat összes mozdonyát selejtezte 1890 és 1900 között.

## A Tiszavidéki Vasútnál
A Tiszavidéki Vasút is beszerzett 1857 és 1859 között négy szállítási ütemben összesen 35 db ilyen építésű mozdonyt a StEG mozdonygyárától. A TVV a pályaszámok mellett neveket is adott a mozdonyoknak a következőképpen:  az 5-14 pályaszámú gépeket BRANYICSKA, TORDA, KAPRIORA, SZARVAS, NYÍREGYHÁZA, HADHÁZ, MEZÖ-TÚR, GYULA, GYOMA, BÉKÉS,  a 30-44 számúakat ABONY, TÖRÖK SZT. MIKLOS, FEGYVERNEK, PÜSPÖK-LADÁNY, KABA, SÁP, BERETTYÓ-ÚJFALU, MEZÖ-KERESZTES, NÁDUDVAR, ÚJVÁROS, MEZÖ-BERÉNY, CSABA, KÉTEGYHÁZA, KURTICS, ÚJ-FEHÉRTÓ és az 55-64 számúakat KASSA, HEGYALLYA, BIHAR, ABA-ÚJ, BORSOD, S.A.ÚJHELY, MÁD, SZT.MIHÁLY, SAJÓ, KIS VÁRDA névre.
Amikor a TVV 1880-ban államosítva lett, a 35 mozdonyt a MÁV IIe és IIf osztályba sorolta és az 1151-1154, 1155-1156 valamint 1164-1189 pályaszámokat kapták. 1911-től a még meglévő 9 mozdonyt a 253 és 254 sorozatba osztották be 001-004, illetve 001-005 pályaszámokkal.
A MÁV-nál 1915-ben selejtezték az utolsó darabot a sorozatból.

## Fordítás
- Ez a szócikk részben vagy egészben  a   KFNB – Tiberius bis Pilades című német Wikipédia-szócikk fordításán alapul.  Az eredeti cikk szerkesztőit annak laptörténete sorolja fel. Ez a jelzés csupán a megfogalmazás eredetét és a szerzői jogokat jelzi, nem szolgál a cikkben szereplő információk forrásmegjelöléseként. Az eredeti szócikk forrásai szintén ott találhatóak.